# سادات (درگز)
سادات ، روستایی است از توابع بخش چاپشلو و در شهرستان درگز استان خراسان رضوی ایران.

## جمعیت
این روستا در دهستان قره باشلو قرار داشته و بر اساس سرشماری سال ۱۳۸۵ جمعیت آن (۹۱خانوار) ۲۷۶نفر 
بوده است.

## منبع
1. ↑  «درگاه ملی آمار». بایگانی‌شده از اصلی در ۸ اکتبر ۲۰۰۷. دریافت‌شده در ۳ ژوئیه ۲۰۰۸.